# Robótica baseada em comportamento
A Robótica baseada em comportamento ou os robôs comportamentais é um campo da engenharia robótica que utiliza um modelo interno do ambiente muito reduzido ou não o utiliza de todo. Por isso, não existe nada programado no robô sobre como é uma cadeira ou o tipo de superfície em que eles está se movendo - toda a informação é obtida das entradas dos sensores dos robôs; e o modelo do ambiente geralmente reduz-se a pequenas informações acerca de valores anteriores dos sensores.  Através do uso destas informações, o robô pode reagir a mudanças no seu ambiente.
Os robôs baseados em comportamento (RBC) geralmente mostram funções mais biológicas que suas contrapartes computadorizadas intensivamente, que são muito deliberadas em suas funções. Um RBC frequentemente comete erros, repete ações e fica confuso, mas também possui a característica antropomórfica da tenacidade. Comparações entre RBC e insetos são frequentes por causa de suas ações. RBC são exemplos de Inteligência Artificial fraca.
O lugar que mais estudou os RBC na década de 1980 foi o Massachusetts Institute of Technology com o professor Rodney Brooks, que com a ajuda de seus estudantes e colegas, construiu uma série de robôs com rodas ou patas, utilizando a arquitetura subsumption. As publicações de Brooks, geralmente escritas com títulos como "Planejar é apenas um caminho de evitar ter que figurar o que fazer depois", as qualidades antropormórficas de seus robôs, e o custo relativamente baixo de seus desenvolvimentos, popularizaram a aproximação baseada em comportamento.
O trabalho de Brooks contribuiu - por acidente ou não - para as duas maiores marcas na aproximação baseada em comportamento. Nos anos 50, William Grey Walter, um cientista inglês com experiência em pesquisas neurológicas, construiu um par de robôs controlados por válvulas termoiônicas, em 1950, os quais foram exibidos no Festival of Britain em 1951, e que possuíam um controle de sistema simples, porém efetivo, baseado em comportamento.
A segunda grande marca foi o livro de Valentino Braitenberg de 1984, "Vehicles - Experiments in Synthetic Psychology"(Veículos - Experimentos em Psicologia Sintética) (MIT Press), onde ele descreve uma série de experimentos, demonstrando que conexões simples entre sensores/motores podem resultar em comportamentos complexos, como medo e amor.
Alguns dos últimos trabalhos na RBC vêm da comunidade da Robótica BEAM, a qual foi iniciada por Mark Tilden. Este foi inspirado pela redução do poder computacional necessário para os mecanismos de caminhada dos experimentos de Brooks (os quais usavam um microcontrolador para cada pata), e reduziu ainda mais os requerimentos computacionais necessários para um simples circuito lógico, uma eletrônica baseada em transistores, e o projeto de circuitos analógicos.